# Hammondville (Alabama)
Hammondville è un comune degli Stati Uniti d'America situato nella contea di DeKalb dello Stato dell'Alabama.